# Nicolas Escudé
Nicolas Jean-Christophe Escudé (Chartres, Francia, 3 de abril de 1976) es un extenista francés que ingresó al profesionalismo en el año 1995. Ha ganado cuatro torneos en individuales, dos de los cuales se dieron en Róterdam (2001 y 2002), así como dos títulos en dobles. 
El diestro jugador alcanzó su mejor ubicación en el ranking del Tour de la V el 26 de junio de 2000, cuando fue el N.º 17 del mundo. De nacimiento es zurdo y fue entrenado desde niño a jugar como diestro, pero realiza todas sus demás actividades como zurdo.
Es hermano del exfutbolista Julien Escudé (n. 1979).

## Títulos (6;4+2)

### Individuales (4)
| Leyenda                |
| Grand Slam (0)         |
| Tennis Masters Cup (0) |
| ATP Masters Series (0) |
| ATP Tour (4)           |
| Challengers (0)        |

| N.º | Fecha                    | Torneo   | Superficie | Oponente en la final | Resultado      |
| --- | ------------------------ | -------- | ---------- | -------------------- | -------------- |
| 1.  | 27 de septiembre de 1999 | Toulouse | Dura       | Daniel Vacek         | 7-5 6-1        |
| 2.  | 19 de febrero de 2001    | Róterdam | Dura       | Roger Federer        | 7-5 3-6 7-6(5) |
| 3.  | 18 de febrero de 2002    | Róterdam | Dura       | Tim Henman           | 3-6 7-6(7) 6-4 |
| 4.  | 5 de enero de 2004       | Doha     | Dura       | Ivan Ljubičić        | 6-3 7-6(4)     |

### Finalista en individuales (4)
- 2000: 's-Hertogenbosch (pierde ante Patrick Rafter)
- 2002: Marsella (pierde ante Thomas Enqvist)

### Dobles (2)
| Leyenda                |
| Grand Slam (0)         |
| Tennis Masters Cup (0) |
| ATP Masters Series (1) |
| ATP Tour (1)           |
| Challengers (1)        |

| N.º | Fecha                 | Torneo    | Superficie | Pareja          | Oponentes en la final          | Resultado  |
| --- | --------------------- | --------- | ---------- | --------------- | ------------------------------ | ---------- |
| 1.  | 11 de febrero de 2002 | Marsella  | Dura       | Arnaud Clément  | Julien Boutter Max Mirnyi      | 6-4 6-3    |
| 2.  | 28 de octubre de 2002 | París TMS | Moqueta    | Fabrice Santoro | Gustavo Kuerten Cédric Pioline | 6-3 7-6(6) |

### Challengers (1)
| N.º | Fecha                   | Torneo           | Superficie | Pareja                   | Oponentes en la final                                     | Resultado |
| --- | ----------------------- | ---------------- | ---------- | ------------------------ | --------------------------------------------------------- | --------- |
| 1.  | 10 de noviembre de 1997 | Andorra, Andorra | Dura       | Jérôme Golmard (Francia) | Tom Kempers (Países Bajos) / Menno Oosting (Países Bajos) | 6-4 6-4   |